# Potraš (Republika Serbska)
Potraš (cyr. Потраш) – wieś w Bośni i Hercegowinie, w Republice Serbskiej, w gminie Lopare. W 2013 roku liczyła 30 mieszkańców.